# Pierre-Macario Saba
Pierre-Macario Saba, auch Pierre-Macarios Saba (* 14. Februar 1873 in Aleppo, Syrien; † 28. Juli 1943) war ein syrischer Geistlicher und Erzbischof der Melkitischen Griechisch-Katholischen Kirche von Aleppo in Syrien.

## Leben
Pierre-Macario Saba erhielt am 3. März 1898 die Priesterweihe. Unter gleichzeitiger Ernennung zum Weihbischof in Alexandria wurde er am 29. November 1903 zum Titularbischof von Palmyra ernannt. Patriarch Erzbischof Kyrillos VIII. Geha von Antiochien spendete ihm am selben Tag die Bischofsweihe; ihm zur Seite standen die Mitkonsekratoren Erzbischof Gaudenzio Bonfigli OFM, Apostolischer Delegat in Ägypten, sowie Joseph Dumáni BS, melkitischer Bischof von Tripoli im Libanon.
Am 25. Juni 1919 wurde er zum Erzbischof von Aleppo ernannt und blieb bis zu seinem Tod in dieser Verantwortung.